# Sönnebüll
Sönnebüll (północnofryz. Säänebel, duń. Sønnesbøl) – gmina w Niemczech w kraju związkowym Szlezwik-Holsztyn, w powiecie Nordfriesland, wchodzi w skład urzędu Mittleres Nordfriesland.